# Stanley Stanyar
Stanley Burton Stanyar (Gatineau, 29 de diciembre de 1905-Val-des-Monts, 5 de junio de 1983) fue un deportista canadiense que compitió en remo. Participó en los Juegos Olímpicos de Los Ángeles 1932, obteniendo una medalla de bronce en la prueba de ocho con timonel.

## Palmarés internacional
| Juegos Olímpicos | Juegos Olímpicos             | Juegos Olímpicos  | Juegos Olímpicos |
| Año              | Lugar                        | Medalla           | Prueba           |
| ---------------- | ---------------------------- | ----------------- | ---------------- |
| 1932             | Los Ángeles (Estados Unidos) | Medalla de bronce | Ocho con timonel |